# عايشة الحسن
عايشة الحسن (16 سبتمبر 1959 - 7 مايو 2021) المعروفة باسم ماما تارابا محامية وسياسية نيجيرية. تم تعيينها عام 2015 في حكومة الرئيس محمد بخاري بعد انتخابه حتى استقالتها في يوليو 2018.
كانت في السابق عضوًا في مجلس الشيوخ، ممثلة لمنطقة تارابا الشمالية في ولاية تارابا في نيجيريا، التي فازت بها في إطار برنامج حزب الشعب الديمقراطي. انتقلت لاحقًا إلى حزب المعارضة الرئيسي المؤتمر التقدمي وأصبحت مرشحة حاكم ولاية تارابا للانتخابات العامة لعام 2015. هُزمت في إعادة الانتخابات التي أجريت في 25 أبريل 2015، ولكن في 7 نوفمبر 2015 أزالت المحكمة حاكم تارابا داريوس إيشاكو، وأعلنت عايشة الحسن من حزب المؤتمر التقدمي الفائز في انتخابات 11 أبريل 2015، وتم عكس ذلك لاحقًا من خلال الاستئناف والمحاكم العليا في نيجيريا.
استقالت من منصبها كوزيرة لشؤون المرأة في نيجيريا في 27 يوليو 2018.

## الحياة السياسية

### البرلمان
في الانتخابات التمهيدية لحزب الشعب الديمقراطي في يناير 2011 هزمت تارابا السناتور الحالي السفير السابق مانزو أنتوني.
في انتخابات 9 أبريل 2011 فازت تارابا بـ 114.131 صوتًا، تلتها جولي نيام من مؤتمر العمل النيجيري بحصولها على 92.004 صوتًا. كانت واحدة من أربع نساء تم انتخابهن على بطاقة حزب الشعب الديمقراطي، والاخريات هن نكيتشي نواغو (أبيا الوسطى) وهيلين إيسوين (أكوا إيبوم الجنوبية) ونينادي عثمان (كادونا الجنوبية). بعد الانتخابات قيل إنها كانت في المنافسة على مقعد رئيس مجلس النواب.

### ترشيح حكام الولايات
خاضت الحسن انتخابات عام 2015 بموجب منصة المؤتمر التقدمي العام. خسرت أمام مرشح حزب الشعب الديمقراطي داريوس إيشاكو.
في نوفمبر 2015 تم إعلان فوزها في انتخابات حاكم ولاية تارابا في أبريل 2015، وأصبحت أول امرأة في نيجيريا تشغل منصب حاكم. تم نقض هذا الحكم في وقت لاحق من قبل محكمة الاستئناف.